# Dražůvky
Dražůvky là một làng thuộc huyện Hodonín, vùng Jihomoravský, Cộng hòa Séc.